# Dassow
Dassow – miasto w Niemczech, w kraju związkowym Meklemburgia-Pomorze Przednie, w powiecie Nordwestmecklenburg, wchodzi w skład Związku Gmin Schönberger Land.

## Toponimia
Nazwa pochodzenia połabskiego, pierwotne *Darčov od słowa *darč „krzewy, zarośla”. Zanotowana po raz pierwszy w XII wieku w formie Darrsowe, Darsowe, Darxowe, Dartzowe.